# SN 2007bl
SN 2007bl – supernowa odkryta 18 kwietnia 2007 roku w galaktyce E239-G01. W momencie odkrycia miała maksymalną jasność 16,50m.